# 바람지도

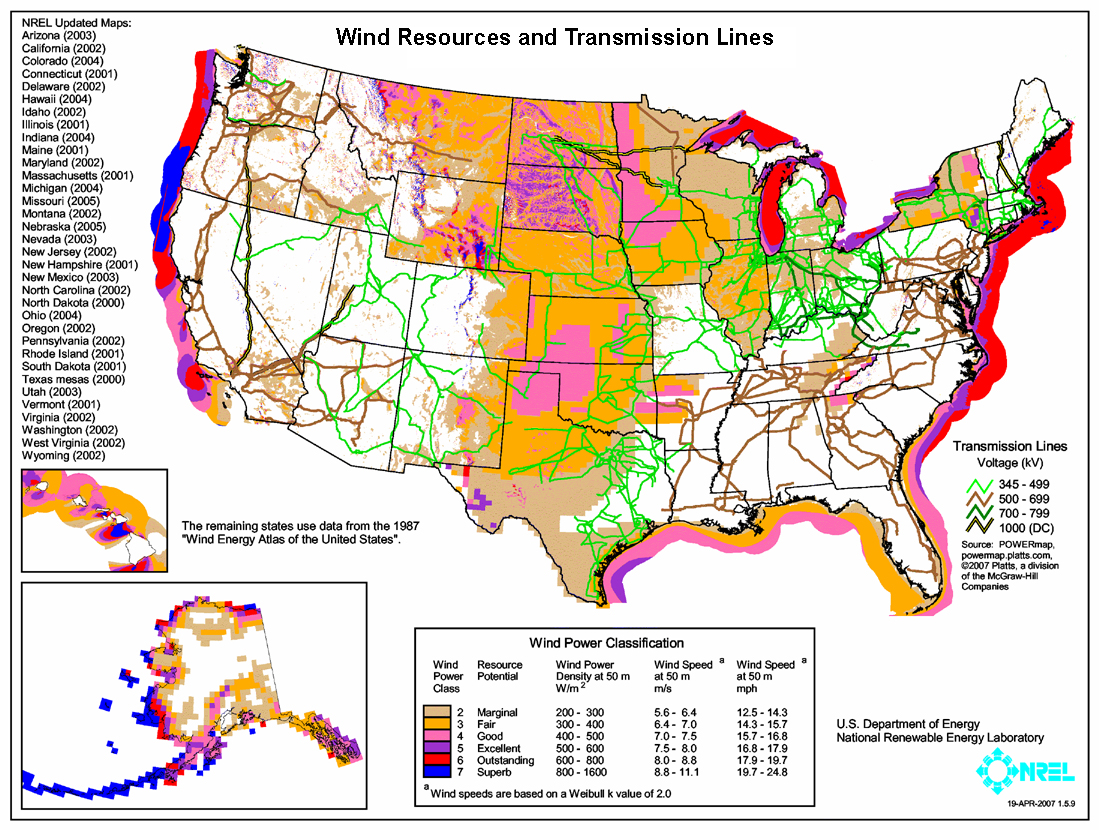
미국

바람지도 또는 풍력자원지도(wind resource map)란 풍향, 풍속, 풍력밀도 등 시공간 풍력자원 정보를 지리공간 상에 투영한 것을 말하며, 특히 기상학적인 요소인 바람에 한정하여서 바람지도(wind atlas, wind map)라고도 한다.